# Cymbilaimus
Cymbilaimus G.R.Gray, 1840 è un genere di uccelli passeriformi appartenente alla famiglia Thamnophilidae.

## Tassonomia
Comprende le seguenti specie:
- Cymbilaimus lineatus (Leach, 1814) - averla formichiera lineata
- Cymbilaimus sanctaemariae Gyldenstolpe, 1941 - averla formichiera del bambù